# Линейная экстраполяция
Линейная экстраполяция — один из методов экстраполяции в вычислительной математике, алгоритм (процедура) распространения выводов, сделанных относительно какой-либо части целого на совокупность частей для предсказания прямой зависимости функции изучаемой системы от её аргументов. Процесс калькуляции рассчитываемого показателя значения функции вне диапазона известных значений.
Линейная экстраполяция используется в компьютерном зрении как более продвинутый алгоритм, заменяющий линейную интерполяцию.

## Принцип метода
Чтобы выполнить линейную экстраполяцию, нужны по крайней мере две точки данных для градиента линии. Проводим прямую линию, которая наилучшим образом соответствует данным, а затем получаем дополнительные данные за пределами диапазона. Эта спроецированная линия помогает оценить значения для x (независимой переменной), соответствующие заданным значениям y (зависимой переменной).
Линейная экстраполяция даёт хорошие результаты при выполнении следующих условий:
- используется для расширения графика приблизительно линейной функции
- не выходит слишком далеко за пределы известных данных.

Допустим, что есть две точки {\displaystyle (x_{k-1},y_{k-1})}и {\displaystyle (x_{k},y_{k})}, линейная экстраполяция для экстраполируемой точки {\displaystyle x_{*}} даст функцию:
{\displaystyle y(x_{*})=y_{k-1}+{\frac {x_{*}-x_{k-1}}{x_{k}-x_{k-1}}}(y_{k}-y_{k-1}).}
(что идентично линейной интерполяции, если {\displaystyle x_{k-1}<x_{*}<x_{k}}). Можно увеличивать количество точек и усреднять наклон линейного интерполятора с помощью методов регрессионного анализа. Это похоже на линейное предсказание.

## Объект применения
Линейная экстраполяция позволяет оценить неизвестные значения (см. Тестирование по стратегии чёрного ящика), проведя прямую линию от существующих точек данных. Этот метод особенно полезен, когда в данных имеется чёткий линейный тренд, например, регрессия мутационного алгоритма бесконечного или конечного множества.

## Область применения
Регрессия градиентов конечных и бесконечных множеств.

## Интерполяция против экстраполяции
Интерполяция — два значения между известными значениями. Экстраполяция — данные за пределами известных значений.
Интерполяция может помочь предсказать вещи, которые, вероятно, произойдут (например, будущие события), но не обязательно те, которые гарантированно произойдут (например, выигрыш в лотерею).
Экстраполяция может быть использована для составления прогнозов относительно любого события — даже если оно маловероятно или невозможно — при условии, что имеется достаточно данных, чтобы делать прогнозы.